# François de Mailly
François de Mailly (ur. 4 marca 1658 w Paryżu, zm. 13 września 1721 w Saint-Thierry) – francuski duchowny katolicki, kardynał, Arcybiskup Reims, opat komendatoryjny Abbaye aux Hommes (opactwa męskiego) w Caen.

## Życiorys
Pochodził z arystokratycznego rodu. 7 kwietnia 1698 został wybrany biskupem Arles. 11 maja 1698 w Paryżu przyjął sakrę z rąk kardynała Toussainta de Forbin-Jansona (współkonsekratorami byli biskupi Gabriel de Roquette i François Chevalier de Saulx). 1 grudnia 1710 przeszedł na stolicę metropolitalną Reims, na której pozostał już do śmierci. 29 listopada 1719 Klemens XI wyniósł go do godności kardynalskiej. Nie brał udziału w konklawe wybierającym Innocentego XIII.